# スティーヴン・ディケーター
スティーヴン・ディケーター・ジュニア（Stephen Decatur, Jr、1779年1月5日 - 1820年3月22日）は、アメリカ合衆国の海軍軍人。最終階級は海軍代将。
バーバリ戦争および米英戦争での英雄的活動で知られ、アメリカ海軍史上最も若くして大佐の階級に昇進し、アメリカ独立戦争に参加しなかった軍人として初めての国家的英雄として祝福された。

## 生い立ちと初期の経歴
ディケーターは1779年1月5日にメリーランド州バーリンで、スティーヴン・ディケーター・シニアおよびアン・（パイン）ディケーター夫妻の間に生まれた。聖公会アカデミーに入学し、その後ペンシルベニア大学で、後の海軍の英雄となるリチャード・サマーズやチャールズ・スチュワート (en) と共に学ぶ。彼は1806年3月8日にノーフォーク市長の娘であるスーザン・ホイーラーと結婚した。

## 軍歴

### 任官前
ディケーターは17歳でガーニー・アンド・スミス社に雇用され、フリゲートのユナイテッド・ステーツ (USS United States) の建造監督を務めた。彼は「プレブル・ボーイズ」の一人であり、チャールズ・スチュワートやリチャード・ラッシュと友人関係にあった。

### 擬似戦争

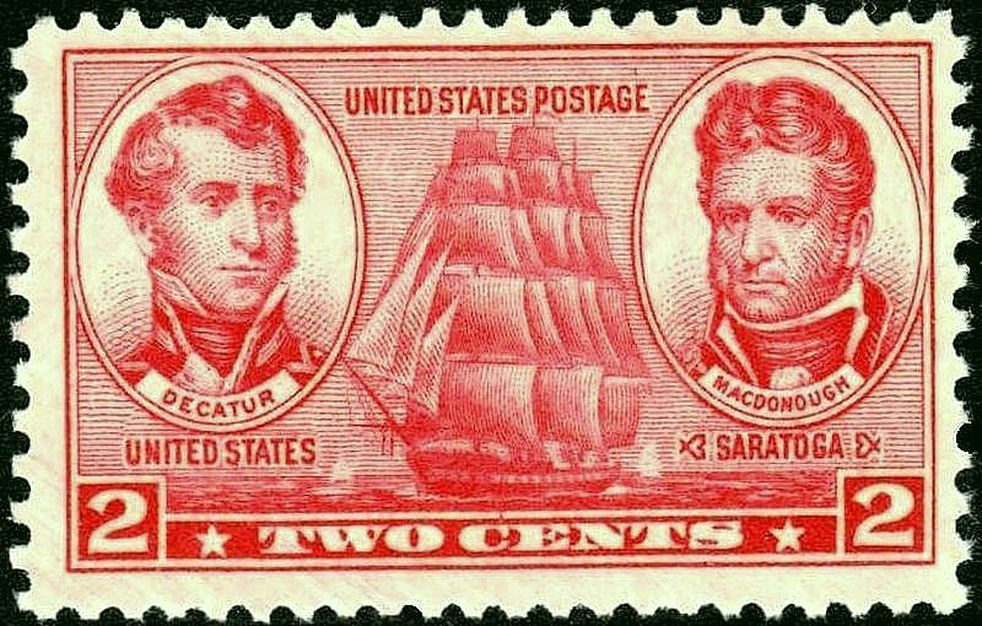
ディケーターとマクドノーを描いた2セント切手、1937年発行

ディケーターはフランスとの宣戦布告無き紛争である擬似戦争に従軍した。1798年にディケーターは士官候補生として任官し、ユナイテッド・ステーツに乗り組んだ。1799年には大尉に昇進し、短期間スループのノーフォーク (USS Norfolk) に乗り組んだが、すぐにユナイテッド・ステーツに戻った。擬似戦争の後、アメリカ海軍はその規模を縮小し現役艦艇と士官の数を減少させた。ディケーターは現役任務にとどめられた数少ない士官の内の一人であった。

### 第一次バーバリ戦争

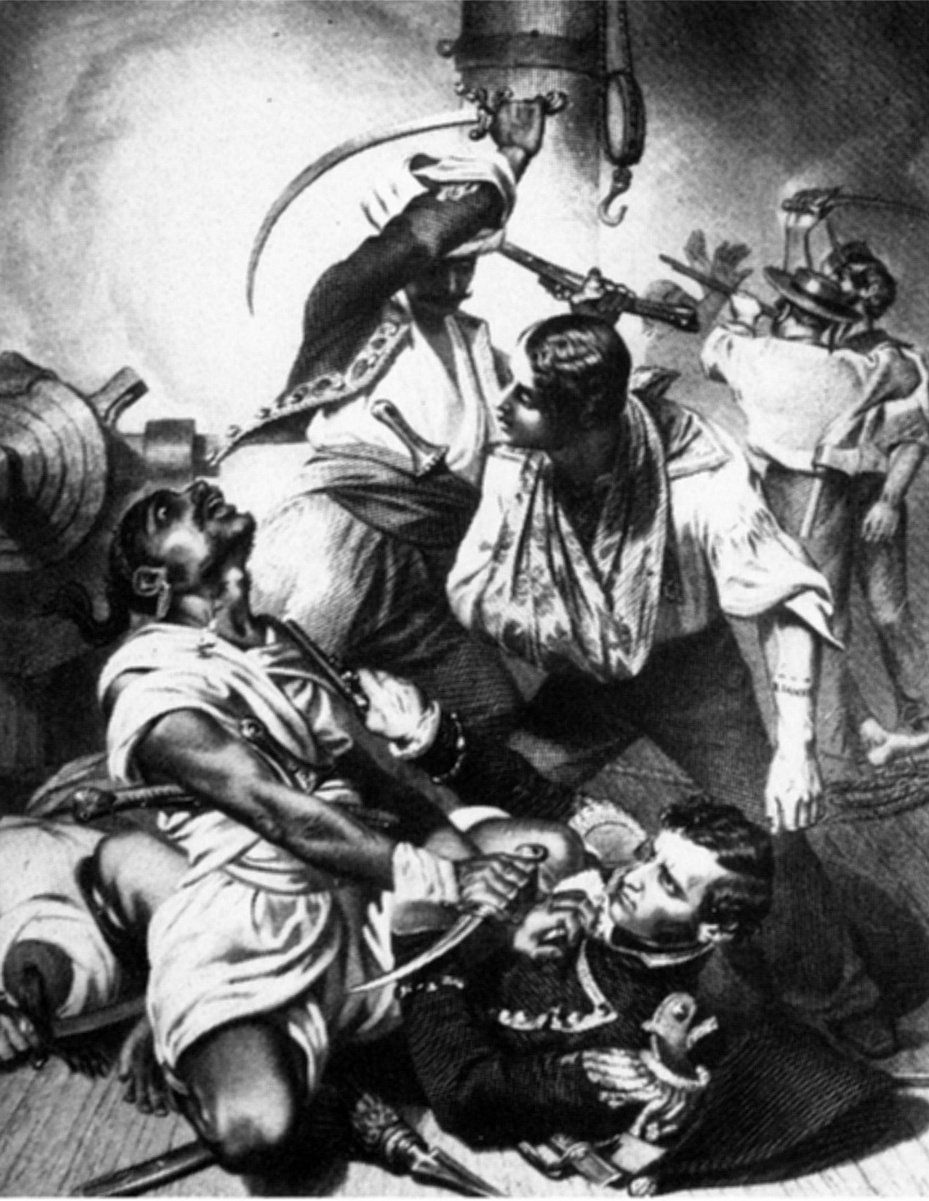
“ディケーターのトリポリでの闘い。上官を救おうとするルーベン・ジェームズ”アロンゾ・チャペルによる凹版画、1858年

1803年にブリッグのアーガス (USS Argus) 艦長に着任、第一次バーバリ戦争で地中海に赴いた。戦闘地帯に入るとディケーターはスクーナーのエンタープライズ (USS Enterprise) を指揮し、12月23日に敵のケッチ、マスティコ (Mastico) を捕獲する。マスティコはアメリカ海軍でイントレピッド (USS Intrepid) と改名され、ディケーターはイントレピッドを使って1804年2月16日にトリポリ港への夜襲を行い、チュニジアの海岸で座礁しチュニスのベイによって捕獲されていたフィラデルフィア (USS Philadelphia) を破壊した。ホレーショ・ネルソン提督はこの夜襲を「時代の最も大胆で勇敢な行為」と評したとされる。
この大胆かつ勇敢な夜襲の成功により、ディケーターは国民的英雄となった。加えて8月3日のトリポリへの砲撃によりディケーターの名声はより一層高まった。この戦闘でディケーターは部下と共に敵の砲艦に乗り込み白兵戦を行いこれを捕獲している。ディケーターは大佐に昇進し、続く8年間で数隻のフリゲートを指揮した。

### 米英戦争
アメリカ合衆国は1812年6月14日にイギリスに対して宣戦布告を行った（米英戦争）。ディケーターはフリゲートのユナイテッド・ステーツ (USS United States) を指揮し、フリゲートのコングレス (USS Congress) 、ブリッグのアーガスと共にニューヨークでジョン・ロジャーズ代将指揮する戦隊に加わり直ちに出航し、8月末まで東海岸を巡航した。同戦隊は10月8日に再びボストンを出航した。3日後、マンダリン (Mandarin) を捕獲した後ユナイテッド・ステーツは僚艦と離れ、東方への巡航を続けた。10月25日の夜明けにアゾレス諸島の500マイル南で、ユナイテッド・ステーツの見張りは風上の方12マイル（19km）に帆を見つけたと報告した。船が水平線上に確認されると、ディケーター艦長はその船がマセドニアン (HMS Macedonian) であることを理解した。
1810年にマセドニアンとユナイテッド・ステーツはノーフォークで並んで停泊していた。マセドニアンのジョン・カーデン艦長は両艦が戦場で出会ったならば、マセドニアンが勝利するだろうとビーバー・ハットに賭けた。しかしながら、両艦の邂逅でユナイテッド・ステーツはマケドニアンに対して長距離から砲弾を打ち込み帆柱を倒して破壊した。マセドニアンは降伏以外の道はなく、ディケーターによって捕獲された。国家に対する利益を望んだディケーターは、捕獲したイギリス艦を大西洋を越えて持ち帰ることができるようにするための修理に2週間を費やした。
修理の後、マセドニアンとホーネットを伴ってユナイテッド・ステーツは1813年5月24日にニューヨークを出航した。3隻は6月1日にイギリス艦隊によってコネチカット州ニューロンドンに追い込まれた。ユナイテッド・ステーツとマセドニアンは終戦まで同地にとどめられた。
ディケーターはイギリス艦隊を避け夜にニューロンドン港からの脱出を試みた。テムズ川から離れようとする際、ディケーターは河口の近くで青い光が燃えるのを確認した。その光は彼らを裏切ってイギリス艦隊に企てを知らせるものであったことを確認し、ディケーターは脱出をあきらめた。容疑は「平和」を要求した連邦党員に向けられた。その後「ブルーライト・フェデラリスト」の用語は連邦党員の蔑称として用いられた。1814年の春、ディケーターは代将旗をプレジデント (USS President) に移した。プレジデントはホーネット (USS Hornet) 、ピーコック (USS Peacock) 、トム・バウライン (USS Tom Bowline)から成る艦隊の旗艦となった。しかしながらイギリス艦隊はニューヨーク港に対する厳重な封鎖線を確立し、艦隊は巡航を行うことができなかった。
1815年1月、ディケーターの戦隊は東インド諸島での任務に配属された。その後まもなくディケーターはプレジデント単独で封鎖を突破、トリスタン・ダ・クーニャで合流しようと試みた。1月15日、ニューヨークを出航した翌日に彼は英領西インド戦隊に遭遇、艦隊はレイジーのマジェスティック (HMS Majestic) 、フリゲートのエンディミオン (HMS Endymion) 、パモーン (HMS Pomone) 、テネドス (HMS Tenedos) から構成されていた。プレジデントは偶然浅瀬に乗り上げたが、ディケーターは追跡者から逃れようと試み続けた。エンディミオンが最初に接近し、激闘の末エンディミオンは戦闘不能となった。しかしながらその戦闘で受けた損傷のため、プレジデントはその後パモーンとテネドスによる攻撃のため戦闘不能となり、ディケーターは降伏を余儀なくされた。しかしながら、降伏するという叫び声はパモーンに届かず、降伏の信号が送られるまでプレジデントは砲撃を受けることとなった。ディケーターは「我が艦は無力となり、4倍以上の敵が接近し、脱出の可能性はなくなったため、降伏することが自分の義務であると判断した」とした。戦闘で24名が死亡し55名が負傷、負傷者の中には大きな破片によって傷ついたディケーター自身が含まれていた。
ディケーターと部下は1815年2月までバミューダに囚われた。2月8日、停戦の知らせが届き、ディケーターはナーシサス (HMS Narcissus) で運ばれコネチカット州ニューロンドンに上陸した。ディケーターはニューヨークに着くと、寄宿舎で療養した。

### 第二次バーバリ戦争
1815年5月、ディケーター代将は10隻の艦から成る戦隊と共に地中海に向かった。アルジェとの第二次バーバリ戦争ではアメリカ人奴隷の解放と上納金支払いの停止を要求し、最終的に協定を成立させた。
ガタ岬沖の戦いでアルジェの旗艦マショウダ (Mashoud) を捕獲し、ディケーターはアルジェのデイと交渉を有利に進める材料を得た。到着後ディケーターはアメリカ合衆国の関心を代表して砲艦外交を早期に使用することを示した。2日以内に新たな条約が締結され、ディケーターの目的は達成された。
アルジェでの戦いの後、ディケーターは彼の戦隊と共にチュニス、トリポリを訪れ、米英戦争時に差し押さえられた財産の返還を要求した。アルジェと同様にディケーターは要求を全て通し、直ちに本国に帰還、勝利の報告を行った。
これらの戦果で彼は「バーバリ海賊の征服王 the Conqueror of the Barbary Pirates」として知られるようになった。

### 国内での軍歴

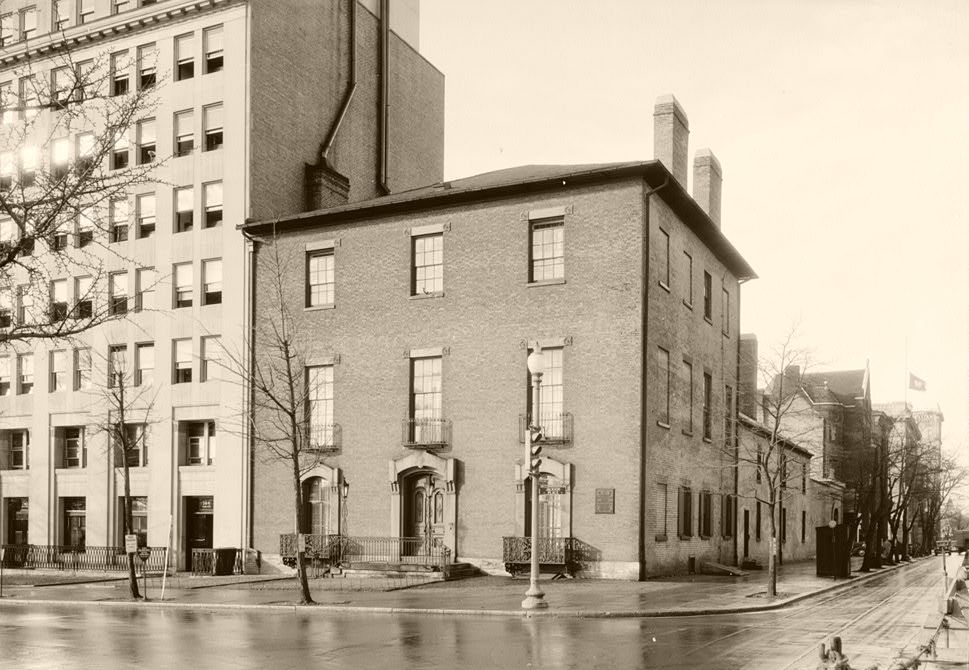
ディケーター・ハウス

1816年から20年までディケーターは海軍評議委員の職を務めた。評議委員として彼はワシントンの社交界で活躍した。ある時の懇親会で夕食後に彼は「我が国！、諸外国との関係において常に正しい。しかし、正しくても間違っていても、私は我が国を支持する。」と語った。カール・シュルツは後にこの発言を引用して「我々の国は正しいか間違っているかのどちらかだ。」との有名な言葉を残した"。
1818年、彼はワシントンD.C.にベンジャミン・ラトローブの設計による家を建てた。この「ディケーター・ハウス」は現在博物館として、プレジデント・スクェアに所在する。

## 死
1820年、ジェームズ・バロン代将がディケーターに決闘を申し込んだ。バロンは1807年のチェサピーク＝レパード事件の責任を問われ5年間任務を解任されていたが、ディケーターはバロンの軍法会議の評議員であった。
バロンのセコンドはディケーターに敵意を持っていたことで知られるジェシー・エリオット大佐であった。ディケーターは友人と考えていたウィリアム・ベインブリッジ代将にセコンドを頼み、ベインブリッジはそれを承諾した。しかしながら、ディケーターの選択は誤りであった。ベインブリッジは長年ディケーターに対して嫉妬感を抱いていた。
決闘は1820年3月22日にメリーランド州ブラスデンバーグ（現在のメリーランド州コルマー・マナー）のブラスデンバーグ決闘場で行われた。決闘の直前、バロンはディケーターに対して懐柔を思わせ振りに話しかけたが、ベインブリッジは決闘を止めさせようとはしなかった。ディケーターは射撃に優れ、バロンを負傷させるだけにしようと考えていた。彼はバロンの臀部に致命的ではない傷を与えた。しかしながらバロンの弾丸はディケーターの腹部に命中し、瀕死の重傷を負わせた。ディケーターはラファイエット・スクエアの自宅で死去するまで2日間かかった。彼は「俺はこのような痛みで苦しんだ男がいたとは知らなかった!」と大声で叫んだと言われる。
ディケーターが自宅で死去し、安置されている間に、モンロー大統領の娘であるマリア・ヘスター・モンローとホワイトハウス職員であり彼女のいとこであるサミュエル・L・グーバヌーアの結婚を祝うパーティがディケーターの自宅で行われた。
ディケーターの葬儀にはワシントンの高官が多数出席した。その中にはモンロー大統領や最高裁判事、議会の多数の議員が含まれた。ワシントン市民1万人以上が国民的英雄に最後の敬意を表するために出席した。
ディケーターの遺骸は一時的にワシントンのジョエル・バーロウの墓に埋葬されたが、後にフィラデルフィアに移され、セントピーターズ教会に再埋葬された。
スティーヴン・ディケーターには子供がいなかった。ディケーターは7万5,000ドルの財産を妻に残したが、彼女は1860年に無一文で死去した。

## 栄誉
彼の栄誉を称え、アメリカ海軍は5隻の艦にその名を命名した。
- ディケーター (スループ)
- ディケーター (DD-5)：ベインブリッジ級駆逐艦
- ディケーター (DD-341)：クレムソン級駆逐艦
- ディケーター (DD-936)：フォレスト・シャーマン級駆逐艦
- ディケーター (ミサイル駆逐艦)：アーレイ・バーク級ミサイル駆逐艦

アメリカ合衆国国内にはディケーターの名を命名した自治体が46ある。その中には以下が含まれる。：
- ディケーター (アラバマ州)
- ディケーター (アーカンソー州)
- ディケーター (イリノイ州)
- ディケーター (インディアナ州)
- ディケーター (ミシガン州)
- ディケーター (テキサス州)
- ディケーター (ジョージア州)
- ディケーター郡 (ジョージア州)
- ディケーター郡 (インディアナ州)
- ディケーター郡 (アイオワ州)
- ディケーター郡 (カンザス州)
- ディケーター郡 (テネシー州)
- ディケーター郡区 (インディアナ州)
- ディケータービル (ミズーリ州)

## ジャージー・デビル
1800年代、ディケーター代将は長距離の砲弾試験のためニュージャージー州パイン・バレンズのハノーバー鉄工所を訪れた。そこで彼は青ざめて白い翼を持った奇妙な生物が空を飛ぶのを目撃した。それは「ジャージー・デビル」として記述されている。ディケーターは大砲でその生物を砲撃し、翼の膜に穴を空けたが、生物は飛び続け無傷の様子であり、見物人たちは驚きの声を上げた。

## 参照
- この記事はアメリカ合衆国政府の著作物であるDictionary of American Naval Fighting Shipsに由来する文章を含んでいます。

1. ↑  http://worldconnect.rootsweb.com/cgi-bin/igm.cgi?op=GET&db=thomassandy&id=I2013
2. ↑  Cooper, James Fenimore (May 1853). “Old Ironsides”. Putnam's Monthly I (V) 2009年10月20日閲覧。.
3. ↑  Abbot 1896, Volume I, Part I, Chapter XVI
4. ↑  Dictionary of American History by James Truslow Adams, New York: Charles Scribner's Sons, 1940
5. ↑  Carl Schurz, "The Policy of Imperialism," in Speeches, Correspondence and Political Papers of Carl Schurz, vol. 6 (1913), pp. 119 - 20
6. ↑  White House Weddings Archived 2011年5月5日, at the Wayback Machine.
7. ↑  The Jersey Devil (Fact or Fiction)
8. ↑  The Jersey Devil
9. ↑  The Mystery Of The Jersey Devil!
10. ↑  Written by Dave Juliano
11. ↑  TrueAuthority.com - Cryptozoology - New Jersey Devil